# College Historical Society
Notes
251st Session
La College Historical Society (CHS) - communément appelée The Hist - est l'une des deux associations de débat au Trinity College de Dublin. Elle a été créée au sein de l'Université en 1770 et a été inspirée par le club formé par le philosophe Edmund Burke pendant son passage à Trinity College en 1747. Il s'agit de la plus ancienne association étudiante au monde. L'association occupe le Graduates Memorial Building au Trinity College Dublin. 

## Histoire et évolution de l'association
The Hist a établi le modèle de débat aujourd'hui employé par d'autres associations étudiantes à Oxford, Cambridge, Harvard et Yale (Calliopean Society). En février 1815, les membres du comité de the Hist se sont rendus à l’université de Cambridge pour aider à la fondation de leur syndicat de débat (The Cambridge Union Society) - association toujours active aujourd'hui. Parmi les invités de l'association depuis sa création on compte Winston Churchill, Sir John Major, Archbishop Desmond Tutu, Antonin Scalia, Noam Chomsky, Shirin Ebadi, Margrethe Vestager, et Margaret Atwood,,. 
Parmi les membres éminents figuraient de nombreux hommes et femmes irlandais notables, tels que Theobald Wolfe Tone, Bram Stoker, Douglas Hyde, Edward Carson, and Brian Lenihan. Le président de la république d'Irlande, Michael D. Higgins a présidé les célébrations du 250e anniversaire de l'association en mars 2020.

## Vice-Présidents éminents
Parmi les vice-présidents actuels de l'association - position symbolique en reconnaissant d'un investissement particulier - se trouvent des personnalités publiques telles que les anciens Présidents d'Irlande Mary Robinson et Mary McAleese, l'Ambassadeur de l'Union Européenne aux Etats Unis David O’Sullivan, ou encore Donal Donovan ancien directeur ajoint du FMI.